# Jean-Pierre Jeunet
Jean-Pierre Jeunet (* 3. září 1953, Roanne) je francouzský filmový režisér. Znám je především díky snímkům Vetřelec: Vzkříšení a Amélie z Montmartru.

## Umělecká kariéra
V mládí zcela propadl kresleným groteskám a komiksům, které ovlivnily jeho tvorbu a dovedly ho až k práci u filmu. Recenze na animované filmy začal psát do časopisů, jako je Charlie menusel, Fantasmagorie, A suivre nebo do slavného komiksového magazínu Fluide Glacia. V 17 letech začal soukromě, amatérsky nátačet krátkometrážní filmy, v čemž pokračoval i během filmových studií v Nancy.
Po seznámení s kreslířem Marcem Carem na Annecy's Animation Festival natočil svůj první krátký animovaný film L'Évasion (1978), na němž se Caro hluboce podepsal. Jejich spolupráce vydržela dlouho. Točili spolu i reklamy a hudební klipy, kde nasbírali dostatek zkušeností, aby vytvořili další animovaný film Le Manége (1980). Rok nato vznikl první krátký černobílý hraný snímek této dvojice. Opravdu si s ním vyhráli, vždyť trvalo rok a půl, než vytvořili zbraně a kostýmy do této fantaskní 26minutové válečné záležitosti. Nakonec se však píle vyplatila a za Le Bunker de la derniére rafale (1981) dostali několik festivalových cen.
Ty mu umožnily přijít po 10 letech s celovečerním snímkem Delikatesy (1991), stylizovanou morbidní komedií o řezníkovi, jenž žije ve světě, kde je nedostatek masa a tak problém „řeší“ zabíjením cizinců a prodejem masa z nich. Tento velice osobitý příběh se setkal s nečekaným úspěchem jak u diváků, tak u kritiků a Jean-Pierre Jeunet začal mít volné ruce. Před Delikatesami však stihl natočit ještě dva krátké filmy: Pas de repos pour Billy Brakko (1984), který byl založen na Carových komiksech a který byl oceněn Césarem za nejlepší krátký film v roce 1985 a Foutaises (1989), kde se poprvé setkal s hercem Dominiquem Pinonem, který jej od té doby provází celou jeho filmovou kariérou. Herec zde díky obrazové montáži vypráví, co má a co nemá rád. Tento motiv se později vyskytuje i v jeho předposledním filmu Amélie z Montmartru (2001), kde objevil výbornou, v té době ještě poměrně neznámou herečku Audrey Tautou. Původně Amélii měla hrát Emily Watsonová , která od projektu z osobních důvodů odstoupila. Audrey do filmu vnesla své osobní kouzlo a jakousi „rarachovitost“ – možná i díky tomu film vyhrál například hlavní cenu filmového festivalu v Karlových Varech. On sám o něm říká, že to byl jeho vysněný osobní film, ve kterém mu bránila jen spolupráce s Carem. Otázkou také je, do jaké míry Amélii ovlivnilo to, že se v té době on sám po několika letech opět zamiloval.
Ještě předtím však předcházely dva úplně odlišné snímky. Ve filmu Město ztracených dětí (1995) zachází v experimentování oproti Delikatesám ještě dále. Hlavní není příběh, kde bláznivý vědec krade dětem jejich sny. V něm staví do popředí vizuální stránku filmu, což je pochopitelné v době, kdy se francouzskou kinematografií šířila tzv. „cinéma du look“, která se vyznačovala absencí dialogů, osobitým vizuálním stylem a novými fantaskními světy. Po tomto snímku se Jeunet a Caro rozešli.
Je zvláštní, že takovýto režisér, který nebyl nikdy zvyklý na přílišnou gradaci příběhu a spíše se soustředil na obrazovou stránku věci, se rozhodl spolupracovat s Hollywoodem (konkrétně společností 20th Century Fox) – přitom běžná komerční produkce na akci prakticky stojí. A tak se pustil do druhého „před-améliovského“ projektu Vetřelec: Vzkříšení (1997), který je mu kritiky nejvíce vytýkán. Nejvtipnější je ale skutečnost, že už o filmu Vetřelec z roku 1980 on sám napsal tehdy toto: „Vetřelec je velice příjemná komedie, v níž se astronauté vracející se z Měsíce snaží chytit svého kocoura, který se schovává v raketě. Aby se jim to povedlo, použijí řadu chytrých triků, a jeden z nich dokonce najde kostým příšery s dlouhými drápy, která vystraší jejich mazlíčka. Po několika nehezkých nehodách získá hlavní hrdinka kocoura nazpět a nechá planetu Crypton explodovat.“ Je nutno však říci, že celá sága Vetřelce se vyznačuje tím, že jednotlivé díly se od sebe liší jak příběhem, tak vizuálním pojetím, a tak v této věci jeho osobitý Vetřelec určitě nezklamal. Navíc se mu do něj povedlo obsadit své dva oblíbené herce: Dominiqua Pinona (samozřejmě) a Rona Perlmana.
Jeho předposledním snímkem jsou Příliš dlouhé zásnuby (2004); opět s Audrey Tautou. Byl zkritizován jako „Amélie v zákopech a bez humoru“. Úspěchu Amélie nedosáhl.

## Charakteristika stylu
Nedá popsat několika slovy. Je to muž plný rozporů, což se odráží i v jeho filmové tvorbě. (Má i různorodé vzory: básníka a písničkáře Jacquese Préverta, kreslíře komiksů Fredericka „Texe“ Averyho a režiséra Marcela Carného.) A tak není divu, že na jedné straně je podepsán například pod „Amélií“ nebo „Městem ztracených dětí“, jež se sobě nápadně podobají. A to nejen například Dominiquem Pinonem, podle kterého už se tak trochu dá rozpoznat Jeunetův film, ale i poetickými barvami a puntičkářskou scénografií, jež jsou v těchto filmech prakticky totožné, i když u druhého filmu zachází Jeunet až do jakéhosi experimentu. Do experimentu, kde se záběry mění z roztomilé „hračičkovitosti“ do pokřivených vypouklých záběrů, které nahánějí strach. Podobnost je navíc autorem potvrzena i úplnou shodou titulků na začátku obou snímků.
Na druhé straně jsou tu hollywoodské filmy typu „Vetřelce“ nebo „Příliš dlouhých zásnub“, v nichž si svoji osobitost naštěstí pořád udržuje, leč je v nich Hollywood jaksi cítit. Už se v nich nerozplývá nad obrazem, ale snaží se najít silný, stupňovaný příběh. Nedokáže se jím však řídit úplně, a tak se i tyto filmy odlišují od typické americké komerční produkce.
Jeho snímky však zaručeně poznáme podle typizovaných, možná až karikovaných postav, na něž má určitě vliv Jeunetova vášeň pro komiks a grotesky. Jeho figury trpí obrovským klubkem zlozvyků, jež balancují na hranici úsměvnosti a nesouhlasu.

## Filmografie
- 2026 Changer l'eau des fleurs (připravovaný)
- 2022 Bigbug
- 2013 L’Extravagant voyage du jeune et prodigieux T.S. Spivet (Podivuhodná cesta zázračného mladého T. S. Spiveta)
- 2009 Galimatyáš (Micmacs à tire-larigot)
- 2004 Příliš dlouhé zásnuby (Un long dimanche de fiançailles)
- 2001 Amélie z Montmartru (Le fabuleux destin d'Amélie Poulain)
- 1997 Vetřelec: Vzkříšení (Alien: Resurrection)
- 1995 Město ztracených dětí (La cité des enfants perdus)
- 1991 Delikatesy (Delicatessen)
- 1989 Foutaises (Blbiny)
- 1984 Pas de repos pour Billy Brakko (Billy Brakko nezná odpočinku)
- 1981 Le Bunker de la derniere rafale (Bunkr posledního výstřelu)
- 1980 Le Manege (Kolotoč)
- 1978 L' Évasion (Útěk)